# Halgas Tibor
Halgas Tibor (Budapest, 1981. május 26. – Budapest, 2020. február 4.) magyar labdarúgó.

## Pályafutása
Halgas Tibor a Ferencvárosban kezdte pályafutását, a zöld-fehér csapattal bajnoki címet nyert a 2000–2001-es szezonban. Pályafutása során játszott kölcsönben a Lombard Pápa és a Celldömölki VSE csapatában, de volt a Diósgyőri VTK labdarúgója is. 2012 februárjában Kazincbarcikára került kölcsönbe. 2012 nyarától fél évig szerepelt a Ceglédi VSE együttesében, majd miután szerződést bontott a DVTK-val, újra a Kazincbarcikai SC játékosa lett. Pályafutása végén a harmadosztályú Rákosmente KSK-ban szerepelt.

## Halála
Autóbalesetben hunyt el 2020. február 4-én, 38 éves korában.

## Sikerei, díjai
Ferencvárosi TC
- Magyar bajnokság
  - bajnok: 2000–2001